# Banachiewicz (månekrater)
Banachiewicz er et stort set helt nedslidt nedslagskrater på Månen. Det befinder sig på Månens forside nær den østlige rand og er opkaldt efter den polske astronom, matematiker og geodæt Tadeusz Banachiewicz (1882 – 1954).
Navnet blev officielt tildelt af den Internationale Astronomiske Union (IAU) i 1964. 

## Omgivelser
Der ligger to små nedslagskratere, som er nævneværdige, i det indre af Banachiewicz: "Banachiewicz B" slutter op til den vestlige rand, mens det mindre Knox-Shaw-krater ligger nærmere kraterets midte.
Lige nordøst for denne formation ligger den store bjergomgivne slette Neperplain i den sydlige udkant af Mare Marginis. Schubertkrateret er beliggende syd for Banachiewicz, mens "Schubert E" er forbundet med den ydre, vestlige rand.

## Karakteristika
Dele af den vestlige og sydvestlige rand består stadig som lave bakker i overfladen, mens resten er et sammensurium af irregulært terræn med få kendetegn.

## Satellitkratere
De kratere, som kaldes satellitter, er små kratere beliggende i eller nær hovedkrateret. Deres dannelse er sædvanligvis sket uafhængigt af dette, men de får samme navn som hovedkrateret med tilføjelse af et stort bogstav. På kort over Månen er det en konvention at identificere dem ved at placere dette bogstav på den side af satellitkraterets midte, som ligger nærmest hovedkrateret. Banachiewiczkrateret har følgende satellitkratere:
| Banachiewicz | Længde | Bredde  | Diameter |
| ------------ | ------ | ------- | -------- |
| B            | 5,3° N | 78,9° Ø | 24 km    |
| C            | 7,0° N | 75,4° Ø | 19 km    |
| E            | 7,5° N | 74,7° Ø | 7 km     |